# Barbie Hsu
Barbie Hsu, születési nevén Hszü Hszi-jüan (徐熙媛, Xú Xīyuán, 1976. október 6. – 2025. február 2.), egyéb művésznevén Big S (大S), tajvani színésznő, énekesnő, televíziós műsorvezető. 2001-ben, a Meteor Garden című televíziós sorozattal vált népszerűvé.

## Élete és pályafutása
Barbie Hsu 1976. október 6-án született Hszü Csien (Hsu Chien) és Huang Csun-mej (Huang Chun-mei) három lánya közül a másodikként. Nővére Hszü Sze-hszien (Hsu Si-hsien); húga Dee Hsu szintén színésznő és énekesnő.
Húgával Dee-vel 1994-ben popduóként debütáltak S.O.S. (Sisters of Shu) néven a Si fencsung tö lien-aj (十分鐘的戀愛, Shí fēnzhōng de liàn'ài) (Ten-Minute Love) című dallal. Miután a szerződésük miatt vitába keveredtek az ügynökségükkel, az ügynökség megtiltotta nekik a névhasználatot, így A.S.O.S-ra változtatták azt és az éneklés helyett a műsorvezetésre koncentráltak. Számos varietéműsort vezettek.
Hsu 2001-eben lett Ázsia-szerte ismert a Meteor Garden című televíziós sorozatnak köszönhetően. Különösen Indonéziában, a Fülöp-szigeteken és Thaiföldön, ahol szinkronizálva vetítették. Több televíziós és filmes szerep követte, úgy mint 2004-ben a Mars, a 2007-es Corner with Love vagy a 2008-as Connected.
Hsu visszavonult a filmezéstől, amikor feleségül ment Vang Hsziao-fej (Wang Xiaofei) kínai üzletemberhez 2011-ben, de továbbra is szerepelt varietéműsorokban és reklámokban. 2011 és 2012 között a húga helyett vezette a Kangsi Coming című műsort. Két valóságshowban is szerepelt, 2018-ban az akkori férjével egy házaspárokat követő műsorban, majd 2019-ben a Dream Space nevű műsorban.
2025. január 29-én Hsu Japánba utazott a holdújév alkalmából. Február 2-án, Tokióban halt meg, influenza okozta tüdőgyulladás miatt.